# St. Johnstone FC
St Johnstone FC är en skotsk fotbollsklubb från Perth, Skottland. Klubben spelar säsongen 2021-22 i Scottish Premiership.

## Spelare

### Nuvarande trupp
| 1  | Bulgarien | Dimitar Mitov | 22 januari 1997  | Cambridge United (-23) |
| 20 | Skottland | Ross Sinclair | 7 maj 2001       | St. Johnstone FC       |
| 31 | Wales     | Dave Richards | 31 december 1993 | Crewe Alexandra (-23)  |

| 2  | Malta      | James Brown      | 12 januari 1998  | Millwall (-21)       |
| 3  | Skottland  | Tony Gallacher   | 23 juli 1999     | Liverpool (-22)      |
| 4  | Skottland  | Andrew Considine | 1 april 1987     | Aberdeen (-22)       |
| 5  | Australien | Ryan McGowan     | 15 augusti 1989  | Kuwait SC (-22)      |
| 6  | Skottland  | Liam Gordon      | 26 januari 1996  | Hearts (-15)         |
| 17 | England    | Oludare Olufunwa | 29 juli 2001     | Liverpool (-23)      |
| 18 | Nordirland | Sam McClelland   | 4 januari 2002   | Chelsea (-23)        |
| 19 | Skottland  | Luke Robinson    | 19 november 2001 | Wigan Athletic (-23) |
| 24 | Skottland  | Callum Booth     | 30 maj 1991      | Dundee United (-19)  |

| 8  | Skottland           | Cammy MacPherson | 29 december 1998 | St. Mirren (-21)         |
| 14 | England             | Drey Wright      | 30 april 1995    | Hibernian (-22)          |
| 15 | Ukraina             | Max Kucheriav    | 9 maj 2002       | DYuSSh-15 (-21)          |
| 22 | Wales               | Matthew Smith    | 22 november 1999 | Milton Keynes Dons (-23) |
| 25 | Skottland           | Cammy Ballantyne | 22 april 2000    | St. Johnstone FC         |
| 34 | Trinidad och Tobago | Daniel Phillips  | 18 januari 2001  | Watford (-22)            |

| 7  | Skottland | Stevie May         | 3 november 1992  | Aberdeen (-19)          |
| 9  | Skottland | Chris Kane         | 5 september 1994 | St. Johnstone FC        |
| 10 | Skottland | Nicky Clark        | 3 juni 1991      | Dundee United (-22)     |
| 11 | Irland    | Graham Carey       | 20 maj 1989      | CSKA Sofia (-22)        |
| 13 | England   | Diallang Jaiyesimi | 7 maj 1998       | Charlton Athletic (-23) |
| 16 | Wales     | Luke Jephcott      | 26 januari 2000  | Plymouth Argyle (-23)   |
| 21 | Skottland | Ali Crawford       | 30 juli 1991     | Bolton Wanderers (-21)  |
| 27 | England   | Jay Turner-Cooke   | 31 december 2003 | Newcastle United (-23)  |
| 44 | Irland    | Dara Costelloe     | 11 december 2002 | Burnley (-23)           |

### Utlånade spelare
| Nr | Land      | Pos | Namn                                                  |
| -- | --------- | --- | ----------------------------------------------------- |
| 28 | Skottland | A   | Alex Ferguson (i Queen of the South till 31 maj 2024) |

| Nr | Land | Pos | Namn |
| -- | ---- | --- | ---- |

## Meriter
- Scottish Cup (2): 2013-14, 2020-21
- Scottish League Cup (1): 2020-21
- Scottish First Division (7): 1923-24, 1959-60, 1962-63, 1982-83, 1989-90, 1996-97, 2008-09
- Scottish Challenge Cup (1): 2007-08